# Loa (Voodoo)
Ein Loa (auch Lwa oder Lua) ist im Voodoo ein Geist mit großer Macht und beinahe uneingeschränkten Möglichkeiten. Die Loa sollen in der Lage sein, ihren Verehrern fast jeden Wunsch zu erfüllen.

## Begrifflichkeit
Die Vorstellung der Loa ist älter als die Voodoo-Religion selbst und basiert auf afrikanischen Wurzeln. Das Wort Loa bedeutet etwa geistiger Führer und bezeichnet ein (normalerweise freundlich gesinntes) Geistwesen.
Loa spielen eine zentrale Rolle in den Ritualen des Voodoo. Sie manifestieren sich meist durch Besessenheit. Sie gliedern sich in die drei Nachons (Gruppen): Rada (wohltätig), Petro (zerstörerisch) und Ghede (Fruchtbarkeits- und Totengeister). Die erstrebte Besessenheit wird, auch in Abgrenzung zur Ekstase, als Enstase bezeichnet.
Hounfours sind Tempel, in denen die Loa verehrt werden. Die spirituelle Existenzebene der Loa trägt, abgeleitet vom Königreich Dahomey oder der letzteres einschließenden Region Guinea, die Bezeichnungen Dahomé beziehungsweise Guinée.
Die Voodoopriester verwenden  die Rassel Assondie zur Anrufung der Loa.

## Loa und Heilige
Jeder Loa hat charakteristische Eigenschaften und Attribute. Im Rahmen der Christianisierung wurde die Ausübung der Voodoo-Religion von den Kolonialherren verboten. Um die Verbote zu umgehen, wurden häufig die Eigenschaften und Attribute eines Loa auf einen christlichen Heiligen projiziert und es kam zu einer synkretistischen Vermischung von Voodoo mit dem Christentum. Beispielsweise gilt der hl. Patrick, der oft mit Schlangen zu seinen Füßen dargestellt wird, als Symbol für Damballah, den obersten Loa in Gestalt einer Schlange. Papa Legba wird als Petrus dargestellt, da dieser wie Papa Legba zwischen der göttlichen und menschlichen Welt vermittelt.

Beispiel: Veve des Loa Damballah

## Opfer für Loa
Den Loa werden Früchte, Blumen, Getränke oder Tiere als Opfer dargebracht. Jeder Loa bekommt spezifische Opfer. Dem Tier- oder Blutopfer kam eine besondere Bedeutung zu: So opferten die Anhänger des Voodoo beispielsweise mit einem Huhn ein ausgewachsenes Tier, das sie vom Ei an aufgezogen haben. Dadurch ging mit der Opferung auch eine Art persönlicher Verlust einher, der jedoch nicht materieller Natur war. Der Loa nimmt von seinem Opfer lediglich die Essenz (Seele) auf, der Opfernde kann die körperlichen Überbleibsel (Fleisch) verwenden.

## Das Veve
Jeder Loa wird im Ritual nicht nur durch seinen Namen, sondern auch durch ein komplexes Symbol, das sogenannte Veve, dargestellt und gerufen. Dieses Veve stellt meist bestimmte Eigenschaften eines Loa dar.

## Liste von Loa
| - Adjassou-Linguetor - Adjinakou - Adya Houn'tò - Agassou - Agau - Agwe - Ayida - Ayizan - Azacca - Bacalou - Badessy | - Baron Samedi - Boli Shah - Bossou Ashadeh - Boum'ba Maza - Bugid Y Aiba - Captain Debas - Clermeil | - Damballah - Dan Petro - Dan Wédo - Diable Tonnere - Diejuste - Dinclinsin - Erzulie - Filomez - Gran Maître | - Grand Bois - Guinee - Kalfu - Krabinay - Lemba - Limba - L'inglesou - Loco - Mademoiselle Charlotte | - Maîtresse Délai - Maîtresse Hounon'gon - Maman Brigitte - Marasa - Marinette - Mombu - Mounanchou - Nago Shango - Ogoun | - Papa Legba - Pie - Simbi - Sobo - Sousson-Pannan - Ti Jean Quinto - Ti Malice - Ti-Jean-Petro |